# Болбанъю (приток Ортины)
Болбанъю (устар. Балбанъю) — река (ручей) в России, течёт по территории Ненецкого автономного округа. Вытекает из озера у сопки Ханседа. Устье реки находится в 14 км по правому берегу реки Ортина. Длина реки составляет 22 км.

## Данные водного реестра
По данным государственного водного реестра России относится к Двинско-Печорскому бассейновому округу, водохозяйственный участок реки — Печора от водомерного поста Усть-Цильма и до устья, речной подбассейн реки — бассейны притоков Печоры ниже впадения Усы. Речной бассейн реки — Печора.
Код объекта в государственном водном реестре — 03050300212103000084824.